# Azamat Tuskajev
Azamat Arturovitj Tuskajev (ryska: Азамат Артурович Тускаев), född 21 januari 1994 i Tjikola, är en rysk-serbisk brottare som tävlar i fristil.

## Karriär
Vid EM 2025 i Bratislava tog Tuskajev silver i 57 kg-klassen efter en finalförlust mot Natjyn Mongusj.